# Советская Россия (китобойная база)
Сове́тская Росси́я — китобойная база проекта 392, построенная на Николаевском судостроительном заводе имени Н. И. Носенко в 1961 году, её оснащение было приурочено к XXII съезду КПСС. Крупнейшая в мире китобаза (однотипная «Советской Украине»), способная перерабатывать 75 китов в сутки суммарным весом 4000 тонн. В 1961—1980 годах активно работала на добыче китов в Южном океане. После истощения китовых стад семь лет провела в отстое, пока не была переоборудована в Сингапуре в рыбоконсервную базу. В 1997 году переименована в «Альбатрос» и продана в Индию на металлолом, где была в 1998 году разделана в порту Аланга.

## История
Флотилия «Советская Россия» состояла из китобазы и 21 китобойного судна проекта 393. Все они имели порядковый номер и названия на букву «В» (кроме № 5 «Комсомолец Приморья»), при этом один китобоец использовался как учебно-поисковое судно, которое занималось подготовкой гарпунеров и разведкой скоплений китов.
По штатному расписанию, утвержденному Минрыбхозом СССР, экипаж китобазы в первом рейсе составил 640 человек, по 31 человеку на каждом китобойце. С флотилии «Алеут» было направлено на «Советскую Россию» 120 опытных китобоев, порядка 100 человек со 2-й Дальневосточной флотилии, 15 человек с флотилии «Советская Украина». Из Владивостока после оформления они немедленно командировались в Николаев. Капитан-директором флотилии (он же капитан китобазы) был назначен опытный специалист Дальневосточного пароходства Н. Ф. Буянов.
В первый рейс флотилия вышла из Туапсе 10 октября 1961 года, в сопровождении 7 китобойных судов. Ещё 3 китобойца ранее были отправлены в Антарктику для разведки скоплений китов, остальные догоняли флотилию уже в Антарктиде вплоть до декабря, сходя со стапеля Николаевского завода. В течение первого рейса команда обошла кругом Антарктиды, в день добывалось иногда до 100 и более китов, одной амбры собрали более 150 кг.
В первом рейсе хватало и происшествий: дважды китобойцы теряли лопасти винтов и лишались хода. Главный механик флотилии Г. П. Доруховский (ранее служивший на флотилии «Алеут») предложил сделать замену винта китобойного судна непосредственно на промысле. Китобойное судно подходило к айсбергу, стреляло в него из гарпунной пушки, швартовалось, после чего силами водолазов винт меняли.
Во втором рейсе был повреждён правый винт китобазы, из-за утери лопасти, во избежание вибрации и деформации гребного вала, правый дизель мог работать только на малых оборотах, скорость снизилась до 10 узлов, вместо 16. После этого, чтобы не терять времени, 3 китобойных судна «цугом» буксировали китобазу через весь Тихий океан от Магелланова пролива до Бристольского залива — района промысла — с заданной скоростью в 16 узлов.
В первом рейсе портом захода был Монтевидео, в остальных рейсах — Сингапур.
За период 1961—1972 годов флотилия добыла около 54 000 китов. В 1970-е годы была сделана попытка снабжать Приморье и Дальний Восток китовым мясом, но большой популярности оно у потребителей не получило. В 1980 году «Советская Россия» совершила свой последний китобойный рейс и после этого отстаивалась у причала около 7 лет. В конце 1980-х годов судно было отогнано в Сингапур и переделано в рыбопромысловую базу.
Летом 1997 года было объявлено, что последняя минтаевая путина продолжительностью 8 месяцев принесла убытков на 15 миллиардов рублей. Было решено продать базу на разделку, вырученные средства пошли на выплату задолженностей по зарплате экипажа и ремонт двух других рыбных баз.